# John S. Jones

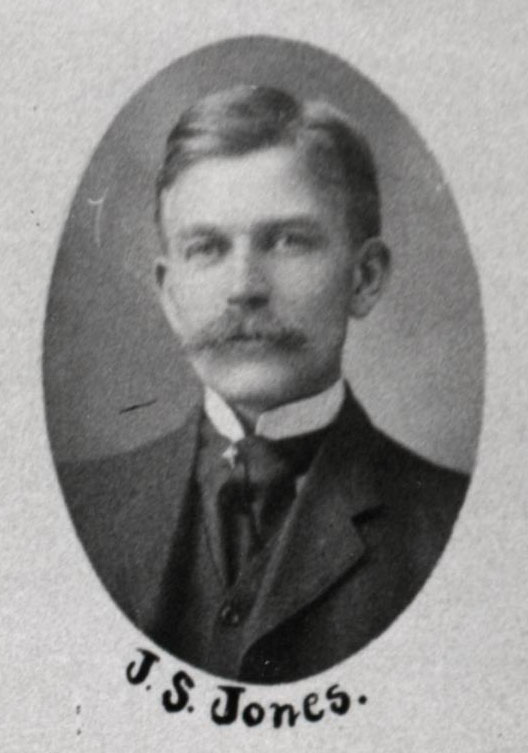
John S. Jones

John Sills Jones (* 12. Februar 1836 im Champaign County, Ohio; † 11. April 1903 in Delaware, Ohio) war ein US-amerikanischer Politiker. Zwischen 1877 und 1879 vertrat er den Bundesstaat Ohio im US-Repräsentantenhaus.

## Werdegang
John Jones besuchte die öffentlichen Schulen seiner Heimat und studierte danach bis 1855 an der Ohio Wesleyan University in der Stadt Delaware. Nach einem anschließenden Jurastudium und seiner 1857 erfolgten Zulassung als Rechtsanwalt begann er in Delaware in diesem Beruf zu arbeiten. In den Jahren 1860 und 1861 war er Staatsanwalt im dortigen Delaware County. Während des Bürgerkrieges diente er als Offizier in verschiedenen Einheiten im Heer der Union. Dabei stieg er bis zum Oberst auf. Später wurde er zum Brevet-Brigadegeneral befördert. Nach dem Krieg setzte er seine Anwaltstätigkeit fort. Gleichzeitig schlug er als Mitglied der Republikanischen Partei eine politische Laufbahn ein. Im Jahr 1866 war er Bürgermeister der Stadt Delaware. Von 1866 bis 1872 amtierte er wiederum als Staatsanwalt im Delaware County.
Bei den Kongresswahlen des Jahres 1876 wurde Jones im neunten Wahlbezirk von Ohio in das US-Repräsentantenhaus in Washington, D.C. gewählt, wo er am 4. März 1877 die Nachfolge des Demokraten Earley F. Poppleton antrat. Da er im Jahr 1878 auf eine weitere Kandidatur verzichtete, konnte er bis zum 3. März 1879 nur eine Legislaturperiode im Kongress absolvieren. Nach seiner Zeit im US-Repräsentantenhaus praktizierte Jones wieder als Anwalt. Von 1879 bis 1884 saß er als Abgeordneter im Repräsentantenhaus von Ohio. Er starb am 11. April 1903 in Delaware, wo er auch beigesetzt wurde.